# 妇女消息
《妇女消息》是由阿富汗妇女革命协会发行的女性杂志。它起初是波斯语/普什图语和乌尔都语季刊，重点是妇女权利，具有强烈社会主义倾向，反对原教旨主义。 随着时间的推移，它成为了更普遍的政治和社会新闻的主要来源。 它现在是一个线上杂志，是www.rawa.org的一部分。
该杂志于1981年由米娜·克什瓦·卡马尔创办，主要由阿富汗妇女革命协会志愿者发行，她们经常面临巨大的个人风险。一般来说，志愿者会带着杂志副本漫步在巴基斯坦和阿富汗的市场，随着文字的传播，女性会找到经销商。女性工作人员通常不会在其家乡工作，以避免被认出后受到迫害。